# Golden Bauhinia Square

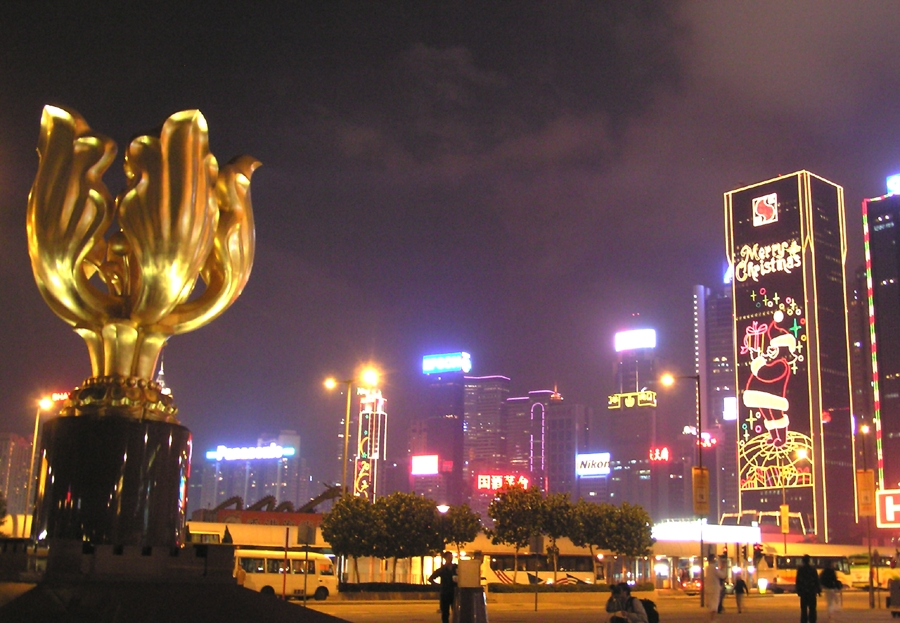
La place de nuit en 2004.

Golden Bauhinia Square (金紫荊廣場) est une place piétonne publique de Hong Kong située dans le quartier de Wan Chai, juste à côté du centre de congrès et d'expositions de Hong Kong. Nommée d'après la statue géante d'un bauhinia blakeana dorée installée en son centre, elle a accueilli les cérémonies de la rétrocession de Hong Kong à la Chine et de l'établissement de la région administrative spéciale de Hong Kong en juillet 1997. Une cérémonie de levée du drapeau y a lieu tous les jours à 8h00 et est considérée comme une attraction touristique.
La sculpture centrale, une fleur de bauhinia dorée, mesure six mètres de haut et est posée sur un socle de granit rouge. Cette fleur est considérée comme un symbole important pour la population de Hong Kong depuis la rétrocession. Le deuxième jour du Nouvel An chinois et lors de la Fête nationale de la république populaire de Chine, la place est illuminée par un feu d'artifice. La sculpture est également surnommée le « bok choy doré » par les Hongkongais.

## Cérémonie de levée du drapeau
La cérémonie quotidienne officielle de levée du drapeau sur Golden Bauhinia Square est menée par la police de Hong Kong. Il existe trois types de cérémonies : la cérémonie de levée du drapeau quotidienne (en journée, tous les jours sauf le 1er de chaque mois), la cérémonie de levée du drapeau améliorée (le 1er de chaque mois, sauf en juillet et octobre) et la cérémonie spéciale de levée du drapeau (1er juillet et 1er octobre).
La cérémonie quotidienne comprend une tenue régulière et l'interprétation de l'hymne national, tandis que la cérémonie améliorée comprend une cérémonie de lever du drapeau d'officiers de police de Hong Kong, accompagnés d'une unité de fusiliers tous en tenue de cérémonie, et comprend également l'interprétation de l'hymne national par la fanfare de la police suivi d'une performance musicale de 10 minutes par le corps de cornemuses de la police.
Depuis juillet 2008, le deuxième dimanche de chaque mois, la cérémonie de levée du drapeau est menée par différents groupes locaux de jeunes en uniforme qui organisent la cérémonie quotidienne de levée du drapeau (c'est-à-dire que la fête du drapeau se compose de cinq membres : un commandant, deux hisseurs de drapeau nationaux et deux hisseurs de drapeau régionaux) sans représentation d'orchestre.